# 勒富尔内
勒富尔内（法語：Le Fournet，法語發音：[lə fuʁnɛ] ⓘ）是法国卡尔瓦多斯省的一个市镇，属于利雪区。

## 地理
勒富尔内（49°12'12"N, 0°6'31"E）面积2.99 平方千米，位于法国诺曼底大区卡爾瓦多斯省，该省份为法国西北部沿海省份，北濒大西洋英吉利海峡，东北与滨海塞纳省以海上边界相接，东临厄尔省，南至奧恩省，西与芒什省接壤。
与勒富尔内接壤的市镇（或旧市镇、城区）包括：欧维拉尔、博讷博、福尔芒坦。

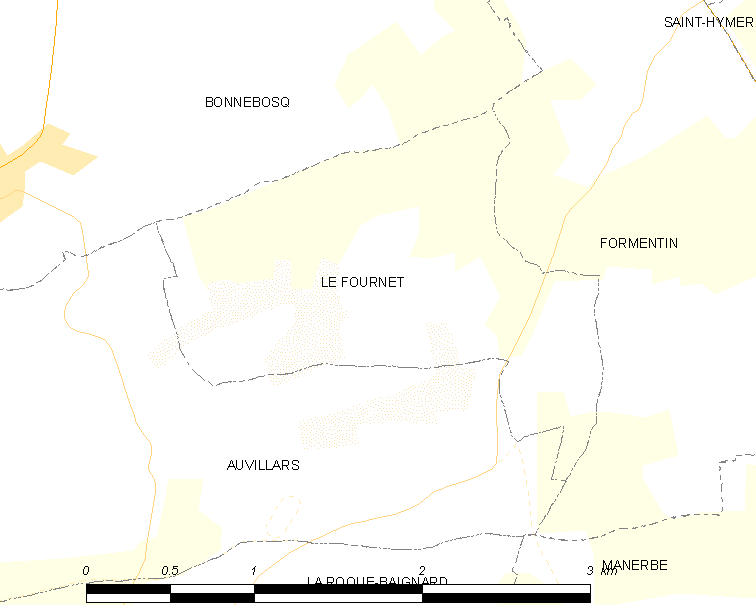
勒富尔内的OSM定位图

勒富尔内的时区为UTC+01:00、UTC+02:00（夏令时）。

## 行政
勒富尔内的邮政编码为14340，INSEE市镇编码为14285。

## 政治
勒富尔内所属的省级选区为梅济东瓦莱多日县。

## 人口

1962-2008年间勒富尔内人口变化图示

勒富尔内于2022年1月1日时的人口数量为76人。